# Chào mào bụng xám
Chào mào bụng xám, tên khoa học Ixodia cyaniventris, là một loài chim trong họ Pycnonotidae. Chúng thường được tìm thấy ở bán đảo Malay, Sumatra và Borneo.

## Phân loài
Có 2 phân loài được ghi nhận:
- P. c. cyaniventris - Blyth, 1842: Found on the Malay Peninsula and Sumatra
- P. c. paroticalis - (Sharpe, 1878): Originally described as a separate species. Found on Borneo